# ローデシア・ニヤサランド連邦

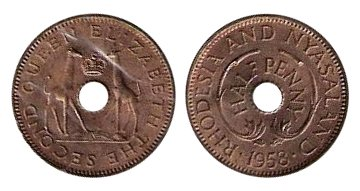
ローデシア・ニヤサランド連邦で使われたコイン

ローデシア・ニヤサランド連邦
Federation of Rhodesia and Nyasaland (英語)

国の標語: Magni Esse Mereamur（ラテン語）国歌: God Save the Queen（英語）
女王陛下万歳

ローデシア・ニヤサランド連邦の位置

ローデシア・ニヤサランド連邦（ローデシアニヤサランドれんぽう、英: Federation of Rhodesia and Nyasaland）もしくは中央アフリカ連邦（英: Central African Federation）は、かつて存在していたアフリカ南部の旧イギリス領地域。現在のザンビア、ジンバブエ、マラウイに当たる。人口832万人、面積1,254,929km²（1960年）だった。

## 歴史
第二次世界大戦後の南ローデシアでは白人の移民が増え、農業や製造業が盛んとなった。加えてカッパーベルトによる銅鉱山で潤っていた北ローデシア・黒人の労働者の供給元となっていたニヤサランド（現在のマラウイ）との結びつきが強まり、南北ローデシアにニヤサランドを含めて統一した国家を樹立しようとする動きが白人を中心に活発化した。当初反対していたイギリスも黒人による植民地独立運動への活発化を抑える目的から、連邦制を布いて各地域の独自政策を残すことや連邦結成後も北ローデシアとニヤサランドは引き続きイギリスの保護領として残すことで同意し、1953年にローデシア・ニヤサランド連邦が成立した。言わば半独立国であり、イギリス、連邦機関、各保護領がそれぞれのレベルで統治を行った。
形式上は全ての人種に参政権が認められていたが、有権者登録で白人が絶対的に有利な立場に立ち、実質アパルトヘイト政策と変わらなかった。加えて諸政策が南ローデシア中心で行われていたため圧倒的多数を占めた黒人の反発は激しく、1959年にはニヤサランドで反乱が勃発（程なく鎮圧）。北ローデシアでは鉱山労働者のストライキが頻発し、1960年代にアフリカ諸国が相次いで独立する様になると北ローデシアとニヤサランドは連邦離脱の動きを強める。
このため、南ローデシアの白人層も連邦制を諦めて白人の利権確保に専念すべしと言う意見が大勢となり、1963年に連邦は解体。翌年7月にはニヤサランドがマラウイとして、10月には北ローデシアがザンビアとしてそれぞれ独立を果たす。残った南ローデシアは白人政権によるローデシア共和国を経て、1980年にジンバブエとして独立する。